# DDR-Literatur
DDR-Literatur ist die Bezeichnung für die gesamte Literatur, die von Autoren der Deutschen Demokratischen Republik verfasst wurde und stark von staatlicher Zensur geprägt war.

## Geschichtliche Entwicklung
Die Entwicklung der Literatur in der DDR kann in verschiedene Phasen eingeteilt werden.
Die Aufbauliteratur der 1950er Jahre, die Ankunftsliteratur der 1960er Jahre, die relative Liberalisierung der 1970er Jahre und eine kritischere Literatur in den 1980er Jahren, sowie die Wendeliteratur des letzten Jahre 1989/90.

### Aufbauliteratur (1949–1961)
Die Anfänge der DDR-Literatur gingen einher mit einer Reihe von antifaschistischen Werken heimgekehrter literarischer Emigranten.
Die Aufbauliteratur befasste sich thematisch mit dem Aufbau großer Industrieanlagen (besonders Chemiewerke). In den Erzählungen sind die Arbeiter die Helden und der Held der spezifischen Erzählung ist ein besonders qualifizierter und erfahrener (also meist etwas älterer) Arbeiter, der unter Schwierigkeiten hilft, das Werk aufzubauen, sich also durch eine besondere Leistung in der Arbeit auszeichnet. Meist treten auch Vertreter „der alten Kräfte“ auf. Das sind Saboteure, die den ökonomischen Erfolg des Sozialismus verhindern, und entlarvt werden oder in den Westen fliehen. Indem der Aufbau der Industrieanlage zuletzt erfolgreich ist und der Sozialismus „seinen Lauf“ nimmt, propagiert die Aufbauliteratur eine optimistische Perspektive. Es handelt sich um eine didaktische Literatur im Interesse des Aufbaus, die die Menschen dazu ermutigen soll, sich für die Sache des Sozialismus zu engagieren. Ein klassischer Vertreter ist hier z. B. Eduard Claudius mit seinem Werk „Menschen an unserer Seite“.
Die Aufbauliteratur will und soll die Errungenschaften des Sozialismus und den Sieg über Faschismus darstellen.

### Ankunftsliteratur (1961–1971)

#### 1961–1965
Nach dem Bau der Berliner Mauer 1961 herrschte in den folgenden Jahren bis 1965 eine besondere Phase liberaler Kultur- und Jugendpolitik. Die SED-Führung versprach der Jugend im Jugendkommuniqué von 1963 mehr Selbständigkeit und Mitspracherecht. Gleichzeitig konnten kritische Musiker und Intellektuelle wieder öffentlich wirksam werden. Zu ihnen gehörte Wolf Biermann, der nach längerer Zeit wieder öffentliche Konzerte gab. Ebenso wurde die in den Jahren zuvor stark bekämpfte Beatmusik öffentlich zugelassen. Zudem wurde in der Wirtschaft das „Neue Ökonomisches System der Planung und Leitung“ (NÖSPL) eingeführt, das nach den 1950er Jahren eine Dezentralisierung und stärkere Eigenständigkeit der Betriebe mit sich brachte.
Auch in der Literatur gab es eine liberale Phase, die vom „Bitterfelder Weg“ geprägt war, der durch die Bitterfelder Konferenz von 1959 eingeleitet wurde. Dieser Bitterfelder Weg und die Tatsache, dass die DDR-Grenze vollständig geschlossen war und ein Arrangement mit den Verhältnissen der DDR unerlässlich wurde (es gab keinen Ausweg mehr) bildete die Grundlage der Ankunftsliteratur, welche besonders von Brigitte Reimanns Ankunft im Alltag von 1961 geprägt wurde. Typisches Beispiel ist Der geteilte Himmel (1963) von Christa Wolf. In der Literatur sind die Hauptfiguren nun meist jüngere, intellektuelle Menschen, die sich sowohl im Beruf als auch im Privaten bewähren müssen, z. B. auch bei Christa Wolf „Der geteilte Himmel“. In diesem Werk tritt noch eine weitere Tendenz zu Tage, nämlich dass zunehmend auch weibliche Hauptfiguren auftreten.
Siehe auch: Zirkel schreibender Arbeiter

#### 1965–1971
Bereits vor 1965 nahmen die Restriktionen in der Kulturpolitik wieder zu – der Regimekritiker Robert Havemann wurde 1963 von der Universitätsparteileitung und 1964 komplett aus der Partei und der Humboldt-Universität ausgeschlossen, und auch die Freiheiten, welche das NÖSPL den Betrieben garantieren sollte, wurden nur zögerlich gewährt. 1965 schließlich endete auch eine Demonstration von Anhängern der Beat-Musik mit einer Massenfestnahme und entsprechenden Gerichtsverfahren. Im November des Jahres forderte nun der damalige Sekretär des Nationalen Verteidigungsrates, Erich Honecker, auf dem 11. Plenum des Zentralkomitees eine „saubere Leinwand“ und wetterte gegen schädliche Tendenzen, Skeptizismus und Unmoral. Folglich wurden 12 DEFA-Filme verboten, Biermann, Stefan Heym und Havemann erneut durch Verbote gegängelt. Ebenso kam die Literatur, welche auf der Linie des Bitterfelder Wegs lag, in Verruf und praktisch zu einem Ende.

### Liberalisierung (1971–1976)
Die Ablösung des Staatsoberhauptes Walter Ulbricht 1971 durch Erich Honecker war ein bedeutender Einschnitt für die DDR-Literatur. Es wird in diesem Zusammenhang von der „Zweiten Generation“ gesprochen. Honecker beschloss ein Liberalisierungsprogramm für die gesamte Kunst und Literatur. Dies bedeutete anfangs, dass den DDR-Schriftstellern mehr Freiheit zugesprochen wurde, solange die Basis des Sozialismus gewährleistet und in den Werken vorhanden war. Wichtig in diesem Zusammenhang ist der Begriff der „subjektiven Authentizität“, der durch Christa Wolf (beispielsweise Nachdenken über Christa T., 1968) stark geprägt wurde. In Christa Wolfs Konzept der „subjektiven Authentizität“ steht nicht mehr so sehr der Sozialismus im Vordergrund, sondern vielmehr die Probleme des Individuums in der sozialistischen Gesellschaft.
Als elfter Band der Buchreihe Geschichte der deutschen Literatur erschien 1977 im DDR-Verlag Volk und Wissen das Buch Geschichte der Literatur der Deutschen Demokratischen Republik, zu dessen Autoren u. a. Horst Haase und Hans Jürgen Geerdts zählen.

### Stagnation und Widersprüche (1976–1989)

#### Allgemeine Entwicklung
Nach der Ausbürgerung Wolf Biermanns im November 1976 und dem Protest von namhaften DDR-Schriftstellern und Künstlern dagegen wurde die Kulturpolitik der DDR intoleranter und ideologischer.
Viele Schriftsteller verließen in den folgenden Jahren das Land, wie Sarah Kirsch, Erich Loest, Günter Kunert und Reiner Kunze. Andere blieben in der DDR, durften dort aber nicht mehr publizieren. Diese erhielten meist langfristige Ausreisevisa , mit denen sie beliebig oft zwischen Ost und West pendeln konnten, darunter Klaus Poche, Joachim Seyppel, Günter Kunert und Rolf Schneider sowie Stefan Heym und später auch Monika Maron.
In der DDR gebliebene Autoren wandten sich zunehmend historischen Stoffen zu, in denen sie in versteckter Form gegen die Zustände in der DDR kritisieren konnten. Günter de Bruyn berichtete

„In jener Nacht (...) war (...)  galgenhumorig davon die Rede, daß unsere Romane mit Gegenwartsstoffen künftig bei der Zensur keine Chancen mehr haben würden, und ich äußerte leichtfertig: Das macht mir wenig aus. Um diese Eiszeit erleben zu können, würde ich mich ins Märkische und Historische begeben, zu mißachteten oder vergessenen Dichtern (...)“

So entstanden Märkische Forschungen von Günter de Bruyn oder Kassandra von Christa Wolf, sowie Der König David Bericht und Ahasver von Stefan Heym (die beide trotzdem nicht in der DDR erscheinen konnten).
Nach dem Beginn der neuen Offenheit durch Michail Gorbatschow in der Sowjetunion verschärften sich die Spannungen in der DDR.
Auf dem X. Schriftstellerkongreß 1987 kam dies in vielen kritischen Redebeiträgen zum Ausdruck. Einige forderten eine Aussöhnung mit den weggezogenen und den verbotenen Autoren, andere ein Ende der Zensur in der DDR, wie Christoph Hein und Günter de Bruyn. Christa Wolf als bekannteste DDR-Schriftstellerin war gar nicht erst zum Kongress gekommen, da sie den Schriftstellerverband in der derzeitigen Verfassung für nicht mehr wirksam handlungsfähig hielt.

#### Untergrundliteratur
Andererseits verstärkte sich eine subversive Tendenz, die sich als „Untergrundliteratur“ oder Bohème bezeichnen lässt. Im Ostberliner Stadtbezirk Prenzlauer Berg bildete sich eine Szene von jungen Literaten, die auf die traditionelle Methode der Publikation durch Verlage verzichteten. Sie publizierten in kleinen Auflagen und gaben viele Lesungen (teilweise mit Musik), um ihre Werke verbreiten zu können. Sie orientierten sich an poststrukturalistischen Tendenzen aus Frankreich und wollten eine Literatur schaffen, „die die Stasi nicht versteht“. Diese DDR-Autoren bedienten sich also einer bewusst irrationalen Schreibweise, um eine Opposition zum bestehenden Literaturbetrieb und zu den DDR-Strukturen zum Ausdruck zu bringen.
Zu ihnen zählten u. a. Stefan Döring, Egmont Hesse, Jan Faktor, Johannes Jansen, Uwe Kolbe, Andreas Koziol, Leonhard Lorek, Lothar Feix, Detlef Opitz, Frank-Wolf Matthies, Bert Papenfuß-Gorek, Gino Hahnemann, Cornelia Schleime, Peter Brasch, Michael Rom, Ulrich Zieger. Die zeitweilig als Spiritus rectores im Zentrum dieser Szene stehenden Sascha Anderson und Rainer Schedlinski waren dabei als inoffizielle Mitarbeiter des Ministeriums für Staatssicherheit sehr aktiv. Ein wichtiger literarischer Salon der Szene wurde von Ekkehard Maaß betrieben.

### Wendeliteratur (1989–1990)
In den Monaten im Herbst 1989 engagierten sich viele Schriftsteller auch in den vielfältigen Protesten. Bei der Alexanderplatz-Demonstration am 4. November sprachen Christa Wolf, Heiner Müller, Christoph Hein und anderen sehr deutlich ihre Kritik an der derzeitigen Situation und Vorschläge für eine demokratischere Gesellschaft.
Die grundlegenden gesellschaftlichen Veränderungen seit der Maueröffnung am 9. November brachten einerseits mehr Freiheiten des Publizierens, andererseits brachen für viele weniger bekannte Autoren die Absatzmöglichkeiten erheblich.
Einige bisher verbotene Werke konnten nun erscheinen. Einige Autoren verarbeiteten die Einsichtnahme in ihre umfangreichen Bespitzelungsakten in literarische Werke, wie Deckname „Lyrik“ von Reiner Kunze oder Der Zorn der Schafe und Die Stasi war mein Eckermann von Erich Loest. Die Literatur der Wende oder Wendeliteratur ist nicht mit dem sogenannten Wenderoman zu verwechseln.

#### Das letzte Buch der DDR
Das letzte in der DDR erschienene Buch war das von der Berliner Katzengraben-Presse herausgebrachte bibliophile Buch Ostberliner Treppengespräche von Jan Silberschuh mit Illustrationen von Hans Ticha. Es wurde in einer Auflage von 999 Stück hergestellt und am 2. Oktober 1990, um 23:59 Uhr, also eine Minute vor der Wiedervereinigung, ausgeliefert.

### Neugestaltung (ab 1991)
In den folgenden Jahren ab 1990 mussten sich die ehemaligen DDR-Autoren nach den politischen Veränderungen auf die neuen Verhältnisse einstellen. Einigen gelang dies besser, wie Günter de Bruyn, die weiter erfolgreich publizieren konnten. Andere, vor allem regimetreue Autoren hatten dagegen nun erhebliche Absatzprobleme. Christa Wolf verlor ihren Nimbus als Ikone der DDR-Literatur durch Bekanntwerden einer kurzzeitigen IM-Tätigkeit in den 1960er Jahren, Stephan Hermlin wurden umfangreiche Fälschungen seiner Biographie vorgeworfen, andere Autoren wie Sascha Anderson wurden mit ihrer IM-Tätigkeit konfrontiert.

## Gesellschaftliche Bedeutung
Die Literatur hatte in begrenztem Maße die Möglichkeit, eine „kritische Öffentlichkeit“ in der DDR zu schaffen.
Sie war auch ein Teilersatz für die eingeschränkte Presse- und Meinungsfreiheit. Schriftsteller konnten mit Werken und mit ihrem öffentlichen Auftreten versuchen, Einsichten und Beschreibungen der Gegenwart zu geben, die in anderen Ländern durch Öffentlichkeitsarbeit oder Journalismus erfolgen. Bücher wie Franziska Linkerhand von Brigitte Reimann, Guten Morgen, du Schöne von Maxie Wander oder Störfall von Christa Wolf beschreiben das Leben in der DDR so unmittelbar, wie dies in den offiziellen Medien in dieser Form nicht möglich war.
Demgegenüber stand das Bemühen der SED, durch staatlich geförderte Literatur ihre ideologischen Vorstellungen in der DDR-Bevölkerung erfolgreicher zu verbreiten. Der Literatur wurde schon bald nach 1945 „eine zentrale und begründende Funktion beim Aufbau und bei der Ausgestaltung des Sozialismus zugewiesen.“ Diese beiden entgegengesetzten Zielrichtungen waren das Spannungsfeld, in dem sich Schriftsteller in der DDR in der gesamten Zeit ihres Bestehens bewegten.
Daneben wurde auch die Verbreitung von klassischer deutscher und fremdsprachiger Literatur geduldet oder sogar gefördert, sofern sie nicht den ideologischen Grundüberzeugungen der Partei grundsätzlich entgegenstand. Wie andernorts auch, übertraf die vielfältige Unterhaltungsliteratur mit ihren Auflagezahlen die anspruchsvollere Belletristik erheblich.

### Zensur
In der DDR wurde jedes Buch vor der geplanten Veröffentlichung einem Gutachten für das Druckgenehmigungsverfahren unterzogen (einer Vorzensur, die aber nicht so genannt werden durfte). Danach äußerte die Hauptverwaltung Verlage und Buchhandel (HV) im DDR-Kulturministerium Änderungswünsche oder erteilte gleich ein Verbot. Die Kritiken betrafen vor allem den Inhalt, in einigen Fällen aber auch zu ungewöhnliche sprachliche Formen.  
 Die Hauptverwaltung bestimmte je nach abschließender Bewertung auch die zu druckende Auflage. Von 1965 bis 1973 war Bruno Haid stellvertretender Minister für Kultur der DDR. In 1970 wurde er der erste Präsident des Kuratoriums für sozialhistorische Kinderliteratur und des DDR-Zentrums für Kinderliteratur. Christoph Hein und Günter de Bruyn forderten auf dem X. Schriftstellerkongreß 1987 die Aufhebung der Zensur.

## Genres

### Lyrik
Lyrik war ein wichtiger Teil der Literatur in der DDR. Gedichte boten vielfältige Möglichkeiten, sich von festen formalen Vorgaben zu lösen und poetische Inhalte wiederzugeben. Andererseits eigneten sie sich auch zur Propagierung der offiziellen Ideologie.
Die frühe Lyrik in der DDR entwickelte sich vor allem aus avantgardistischen Formen der 1920er Jahre und aus sozialistischer agitatorischer Politpropaganda der 1920/30er Jahre.
In den 1960er Jahren suchte eine junge Lyrikergeneration neue sprachliche Formen, wobei sie bemüht war, die Ideale der neuen sozialistischen Gesellschaft mit einzubeziehen. Die Lyrik der 1980er Jahre wurde subversiver in Form und Inhalt und publizierte vermehrt in Samisdat-Publikationen ohne staatliche Genehmigung (auch Sächsische Dichterschule).
Ab 1967 wurden die Weiße Reihe und das Poesiealbum herausgegeben.
Zu den wichtigsten Lyrikern in der DDR gehörten (chronologisch) Johannes R. Becher, Bertolt Brecht, Louis Fürnberg, Kurt Barthel; Wolf Biermann, Reiner Kunze, Heinz Kahlau, Eva Strittmatter und weitere.

### Dramatik
Es gab nur wenige DDR-Dramatiker, deren Stücke häufiger in Theatern des Landes gespielt wurden. Bertolt Brecht hatte seine wichtigsten Dramen bereits vor 1949 geschrieben. Die meistgespielten Bühnenautoren der DDR waren Peter Hacks und Rudi Strahl, die viele Unterhaltungsstücke verfassten. Heiner Müllers literarisch hochwertiges Werk konnte erst in späteren Jahren häufiger in Theatern aufgeführt werden, war aber in seiner Kompaktheit für viele Zuschauer nur schwer verständlich. Eine größere Beachtung erreichten auch unter anderem Christoph Heins Die wahre Geschichte des Ah Q und die Inszenierungen nach Maxie Wanders Porträtband Guten Morgen, du Schöne.
Ansonsten wurden an DDR-Theatern Stücke von deutschen Klassikern (Goethe, Schiller, Lessing), russischen und sowjetischen Autoren (Tschechow, Gorki, Schatrow) und weiteren historischen und zeitgenössischen ausländischen Dramatikern aufgeführt.

### Dokumentarliteratur
Ein wichtiger Teil der Literatur in der DDR waren Texte, die reale Erlebnisse mit belletristischen Mitteln beschrieben. Dazu gehörten vor allem Reportagen, wie sie besonders in den 1960er Jahren von den staatlichen Verantwortlichen gefordert wurden, vornehmlich aus der Produktion und vom Leben in der sozialistischen Gesellschaft.  Es gab außerdem zahlreiche Bücher mit Berichten von Reisen innerhalb und außerhalb des Landes.
Ein Höhepunkt der DDR-Literatur wurden die Interviewbände von Maxie Wander (Guten Morgen, du Schöne) und weiteren Autorinnen und Autoren, in denen sehr unmittelbar Lebensbefindlichkeiten von einzelnen Befragten exemplarisch widergespiegelt wurden. Auch einige Tagebuchausgaben (Brigitte Reimann, Maxie Wander) gehörten zur Dokumentarliteratur.
Diese erhielt ihre besondere Bedeutung als Ersatz für die eingeschränkte Presse- und Reisefreiheit in der DDR.

### Unterhaltungsliteratur
Die meisten verkauften Bücher von DDR-Autoren gehörten zur Unterhaltungsliteratur oder Trivialliteratur. Dieses waren vor allem Kriminalromane, Abenteuergeschichten und Science-Fiction-Literatur. Dabei wurden besonders Kundschafterromane, die die Aktivitäten westlicher Länder gegen die realsozialistischen Länder und gegen die eigene Bevölkerung entlarvten, von staatlichen DDR-Organen gefördert und verbreitet. Viel gelesen wurden Heftreihen bzw. Heftromane wie Blaulicht, Spannend erzählt, DIE, Roman-Zeitung und weitere.
Zu den erfolgreichsten Unterhaltungsschriftstellern in der DDR gehörten Harry Thürk und Tom Wittgen.

### Kinder- und Jugendliteratur
Kinder- und Jugendbücher genossen in der DDR eine große Popularität. Sie erschienen im Kinderbuchverlag Berlin. Viele von ihnen waren in Inhalt und Gestaltung sehr ansprechend auf die Interessen der jungen Leser ausgerichtet und wurden viel gelesen.
In den 1950er und 1960er Jahren galt noch die Grundorientierung des sozialistischen Realismus auch für die Kinder- und Jugendliteratur, wobei es in dieser Zeit auch bereits ideologiefreie qualitativ hochwertige Kinderbücher gab.
Seit dem Ende der 1960er Jahre war es dann einfacher, Bücher zu gestalten, die vor allem eine kindgerechte Entwicklung fördern wollten.
Zu den bekanntesten Kinder- und Jugendbuchautoren in der DDR gehörten Benno Pludra, Liselotte Welskopf-Henrich, Gerhard Holtz-Baumert, Elizabeth Shaw, Christa Kożik und weitere. Auch bekannte Erwachsenen-Schriftsteller wie Franz Fühmann, Christoph Hein, Reiner Kunze verfassten Bücher für Kinder. Namhafte Illustratoren wie Manfred Bofinger trugen wesentlich zur Qualität vieler Kinder- und Jugendbücher in der DDR bei.

### Sachliteratur
Einen wichtigen Stellenwert hatte das Sachbuch. Zu den meistgedruckten Büchern der DDR gehörten das populärwissenschaftliche Sammelwerk Weltall Erde Mensch, das zwischen 1954 und 1974 zur Jugendweihe überreicht wurde, sowie seine Nachfolger Der Sozialismus, Deine Welt (1975–1982) und Vom Sinn unseres Lebens (1983–1990).

## Wichtige Autoren und ausgewählte Werke

### Autoren in der DDR
Zu den wichtigsten Autoren mit Buchveröffentlichungen in der DDR gehörten:

#### Prosa
- Bruno Apitz z. B. Nackt unter Wölfen (1958)
- Jurek Becker z. B. Jakob der Lügner (1969)
- Johannes Bobrowski, z. B. Levins Mühle. 34 Sätze über meinen Großvater (Roman, 1964)
- Volker Braun z. B. Hinze-Kunze-Roman (1985)
- Werner Bräunig: Rummelplatz (unvollendeter Roman über die Wismut, erst 2007 vollständig erschienen)
- Bertolt Brecht z. B. Buckower Elegien (1954)
- Günter de Bruyn z. B. Buridans Esel (1968), Preisverleihung (1972), Märkische Forschungen (1978)
- Eduard Claudius z. B. Menschen an unserer Seite (1951)
- Franz Fühmann z. B. Das Judenauto (1962), Zweiundzwanzig Tage oder Die Hälfte des Lebens (1973), Die dampfenden Hälse der Pferde im Turm von Babel
- Christoph Hein z. B. Der fremde Freund (Drachenblut) (1985)
- Stephan Hermlin z. B. Abendlicht
- Stefan Heym z. B. Ahasver (1981/1988)
- Hermann Kant: Die Aula (1965), Der Aufenthalt (1977)
- Günter Kunert z. B. Im Namen der Hüte (1967)
- Erich Loest
- Irmtraud Morgner z. B. Leben und Abenteuer der Trobadora Beatriz (1974)
- Erik Neutsch z. B. Spur der Steine (1964)
- Dieter Noll z. B. Die Abenteuer des Werner Holt (1960, 1963)
- Brigitte Reimann z. B. Ankunft im Alltag (1961), Franziska Linkerhand (1983)
- Anna Seghers z. B. Die Toten bleiben jung (1949)
- Erwin Strittmatter z. B. Ole Bienkopp (1963), Der Laden (1983)
- Fred Wander z. B. Der siebente Brunnen (1970)
- Maxie Wander z. B. Guten Morgen, du Schöne (1977)
- Christa Wolf z. B. Der geteilte Himmel (1963), Nachdenken über Christa T. (1976), Kassandra (1983)
- Arnold Zweig

#### Lyrik
- Johannes R. Becher z. B. Auferstanden aus Ruinen (1949)
- Johannes Bobrowski, z. B. Sarmatische Zeit (1961, Gedichte)
- Peter Huchel z. B. Gedichte (1948)
- Heinz Kahlau z. B. Du. (1971)
- Sarah Kirsch z. B. Landaufenthalt (1967), Zaubersprüche (1973)
- Reiner Kunze z. B. zimmerlautstärke (1972)
- Eva Strittmatter, z. B. Ich mach ein Lied aus Stille (1973), Die eine Rose überwältigt alles (1977)

#### Dramatik
- Volker Braun z. B. Die Übergangsgesellschaft
- Bertolt Brecht z. B. Der kaukasische Kreidekreis (1948),
- Peter Hacks z. B. Adam und Eva, Ein Gespräch im Hause Stein über den abwesenden Herrn von Goethe
- Heiner Müller z. B. Der Lohndrücker (1957), Philoktet (1965), Die Hamletmaschine (1977)
- Ulrich Plenzdorf z. B. Die neuen Leiden des jungen W. (1973)
- Rudi Strahl

### Auflagenstärkste Bücher

#### Übersicht
Die Verkaufszahlen von Büchern in der DDR waren stark abhängig von der Förderung oder Einschränkung durch die verantwortlichen staatlichen Behörden. Die auflagenstärksten belletristischen Bücher entsprachen dem ideologischen Wunschbild der DDR und wurden für Betriebe, Organisationen, Bibliotheken in großem Umfang gekauft und häufig auch als Buchgeschenke für ausgezeichnete Mitarbeiter genutzt, einige waren über mehrere Jahrzehnte Pflichtlektüre in den Schulen.
Kritischere Bücher erhielten dagegen nur geringere Auflagezahlen und Gesamtexemplare. Wichtige Werke von Christa Wolf, Brigitte Reimann, Christoph Hein, erhielten zum Beispiel nur etwa 7 bis 11 Auflagen bis 1990 und waren in den Buchhandlungen nur schwer erhältlich, während Dieter Nolls sozialistischer Roman Die Abenteuer des Werner Holt über 40 Auflagen in der DDR erzielte, aber keine einzige in der Bundesrepublik.

#### Erwachsenenliteratur
Zu den auflagenstärksten belletristischen Werken, die in der DDR entstanden waren, gehörten
Schulliteratur
- Nackt unter Wölfen (1958) von Bruno Apitz, 77 DDR-Auflagen, 11 westdeutsche Auflagen, wahrscheinlich auflagenstärkstes belletristisches Buch, das in der DDR entstand[19]
- Die Abenteuer des Werner Holt von Dieter Noll, etwa 41 DDR-Auflagen, keine westdeutsche Auflage
- Die Aula (1965) von Hermann Kant, etwa 25 DDR-Auflagen
- Ole Bienkopp (1953) von Erwin Strittmatter

Weitere Werke
- Spur der Steine (1964) von Erik Neutsch, etwa 30 DDR-Auflagen
- Guten Morgen, du Schöne (1977) von Maxie Wander, Porträtband, mit zahlreichen Neuauflagen in der DDR und BRD, über 10 Übersetzungen, mindestens 35 Theaterinszenierungen und 7 Verfilmungen
- Franziska Linkerhand (1983) von Brigitte Reimann, 11 DDR-Auflagen
- Kassandra (1983) von Christa Wolf, 8 DDR-Auflagen, zahlreiche westdeutsche Auflagen und Übersetzungen
- Die neuen Leiden des jungen W. (1973) von Ulrich Plenzdorf
- Der fremde Freund (1985) von Christoph Hein
- Der Laden (1983) von Erwin Strittmatter
- Der Aufenthalt (1977) von Hermann Kant, etwa 11 Auflagen

Kinderliteratur
- Der kleine Angsthase (1953) von Elizabeth Shaw, 30 Auflagen, etwa 800.000 Exemplare bis 1990, danach weitere Auflagen
- Die Söhne der großen Bärin (1951–1970) von Liselotte Welskopf-Heinrich, sechs Bände (Hexalogie) in mehreren Fassungen, mit Verfilmungen
- Alfons Zitterbacke (1958–1962) von Gerhard Holtz-Baumert, zwei Bücher, Verfilmungen
- Benno Pludra, Bootsmann auf der Scholle

### Veröffentlichungen nur in der Bundesrepublik
Diese Werke erschienen nur in der Bundesrepublik (Tamisdat) und nicht in der DDR (bis 1989)
- Sascha Anderson z. B. Jeder Satellit hat einen Killersatelliten (1982)
- Wolf Biermann z. B. Die Drahtharfe (1965), Mit Marx- und Engelszungen (1968)
- Thomas Brasch z. B. Vor den Vätern sterben die Söhne (1977)
- Wolfgang Hilbig z. B. Eine Übertragung (1989)
- Uwe Johnson z. B. Mutmaßungen über Jakob (1959)
- Sarah Kirsch z. B. Rückenwind (1976)
- Reiner Kunze z. B.  Die wunderbaren Jahre (1976)
- Erich Loest Pistole mit sechzehn. Erzählungen (1979)
- Monika Maron z. B. Flugasche (1981)
- Lutz Rathenow z. B. Mit dem Schlimmsten wurde schon gerechnet (1980)

## Staatssicherheit und Literatur
Etwa 1500 Inoffizielle Mitarbeiter des Ministeriums für Staatssicherheit der DDR beobachteten die  Literaturszene in der DDR  zwischen 1949 und 1989. Deren Hauptaufgabe war es, möglichst detaillierte Informationen über einzelne Schriftsteller zu gewinnen, um mögliche staatsgefährdende Aktivitäten rechtzeitig unterbinden zu können. Auf viele der etwa 1000 Schriftsteller waren IMs eingesetzt, für einige sogar mehrere. Das war die höchste Dichte in einem gesellschaftlichen Bereich in der DDR, mehr als bei Kirchen und anderen gesellschaftlichen Organisationen.
Bei einigen jüngeren Autoren führten die zersetzenden Tätigkeiten tatsächlich zur Unterbindung von literarischen Veröffentlichungen.
Die aktivsten Schriftsteller als Inoffizielle Mitarbeiter waren Paul Wiens (von dem über 1700 Blatt mit Berichten erhalten sind), Fritz Rudolf Fries, Jan Koplowitz, Peter Edel und der Schriftstellerverbandspräsident Hermann Kant. Weitere IMs waren Erwin Strittmatter, Dieter Noll, Günter Görlich, Max Walter Schulz, Gisela Steineckert und weitere. Daneben gab es auch Verlagsmitarbeiter, Wissenschaftler und andere Personen, die Informationen über Schriftsteller sammelten.

## Daten und geschichtlicher Hintergrund
- Juli 1945 „Kulturbund zur demokratischen Erneuerung Deutschlands“ gegründet, Integration der künstlerischen Kräfte zur Unterstützung der neuen Führungsmacht
- 1945 erste Verlage (Aufbau,  Henschel) gegründet, auch Zeitschrift „Aufbau: Kulturpolitische Monatsschrift“ als wichtiges kulturpolitisches Organ
- 1947 Erster Deutscher Schriftstellerkongreß
- 1949 Parteikonferenz der SED, Kultur soll entschlossen auf Marxismus-Leninismus aufbauen
- Deutscher Schriftstellerkongreß 1950
- März 1951 „Kampf gegen Formalismus in Kunst und Literatur, für eine fortschrittliche deutsche Kultur“ durch Walter Ulbricht
- 1952 „Deutscher Schriftstellerverband“ gegründet
- 1955 Verhaftung von Erich Loest für 7 Jahre
- 1956 "Tauwetter" in der Sowjetunion
- 1957 Verurteilung des Verlegers Walter Janka und weiterer Personen zu mehrjährigen Gefängnisstrafen
- April 1959/1964 „Bitterfelder Weg“
- August 1961 Mauerbau
- 1962: Lyrikabend am 11. Dezember 1962, führte zur Absetzung des Veranstalters Stephan Hermlin von seinen Funktionen als Leiter der Sektion Dichtkunst und Sprachpflege der Akademie der Künste der DDR und als Vizepräsident des Schriftstellerverbandes.
- Dezember 1965 11. Plenum des ZK der SED, mit massiver Kritik an einigen Schriftstellern wie Stefan Heym und Wolf Biermann
- 1971 Erich Honecker neuer SED-Vorsitzender, „keine Tabus“
- November 1976 Ausbürgerung von Wolf Biermann, Protestschreiben von über 100 Künstlern und Schriftstellern dagegen, danach einige Ausschlüsse aus dem Schriftstellerverband und  Übersiedlung vieler Autoren in die Bundesrepublik
- 1979 Strafverfahren gegen Stefan Heym und Ausschlüsse von neun Mitgliedern aus dem Berliner Schriftstellerverband
- 1981 Berliner Begegnung zur Friedensförderung, mit Schriftstellern aus DDR, Bundesrepublik und weiteren Ländern
- 1987 X. Schriftstellerkongreß, mit Kritik an der Situation der Literatur in der DDR
- März 1990 Außerordentlicher Schriftstellerkongreß
- 31. Dezember 1990 Auflösung des Deutschen Schriftstellerverbandes

## Merkmale im Außenvergleich
Die bundesdeutsche Forschung diskutiert darüber, ob die Literatur der DDR als eigenständig anerkannt werden sollte oder nicht. Vor allem in den 1950er Jahren ging man auf konservativer Seite der Literaturwissenschaft in der Bundesrepublik Deutschland von einer ungebrochen einheitlichen deutschen Literatur aus. Zu Beginn der 1960er Jahre vereinnahmte man auf westlicher Seite einzelne literarische Besonderheiten wie etwa Peter Huchel, ignorierte aber u. a. Bertolt Brecht, Anna Seghers, oder Arnold Zweig. Erst im Laufe der 1960er Jahre nahm man die Existenz einer eigenständigen DDR-Literatur mit Vertretern wie Johannes Bobrowski, Christa Wolf, Günter de Bruyn, Peter Hacks, Wolf Biermann oder Heiner Müller wahr. Es ist daher sinnvoll, die ostdeutsche von der westdeutschen Literatur abzugrenzen, da zwar die Antwort auf die Frage nach einer eigenen Sprache der DDR-Literatur verneint werden muss, der DDR-Literatur aber eine auf der DDR-Realität gründende eigene Thematik zuzusprechen ist, die so aufgrund der unterschiedlichen Erfahrungswelt in der westdeutschen Literatur nicht zu finden ist.
Insgesamt sind die Unterschiede zwischen der in der DDR und der in der Bundesrepublik entstandenen Literatur am Anfang der deutschen Teilung als sehr groß zu bezeichnen. Später haben sie sich nach und nach verringert (Konvergenzbewegung), bis in den späten 1980er Jahren eine Differenz zwischen westdeutscher und DDR-Literatur kaum noch erkennbar war.
Der britische Historiker und Deutschlandkenner Timothy Garton Ash charakterisierte die DDR-Literatur 1981 mit den Worten, sie habe „niemals, weder individuell noch kollektiv, ihre Regierung in vergleichbarer Weise herausgefordert...wie ihre polnischen, ungarischen oder tschechischen Kollegen.“

### Übersichtswerke
(chronologisch geordnet)
- Michael Opitz, Michael Hofmann (Hrsg.): Metzler-Lexikon DDR-Literatur. Autoren – Institutionen – Debatten. Unter Mitarbeit von Julian Kanning. J.B. Metzler, Stuttgart/Weimar 2009, ISBN 978-3-476-02238-7.
- Wolfgang Emmerich: Kleine Literaturgeschichte der DDR. Neuausgabe. Aufbau, Berlin 2000, ISBN 3-7466-8052-2.
- Wolfgang Emmerich: Die andere deutsche Literatur. Aufsätze zur Literatur aus der DDR. Opladen 1994, ISBN 3-531-12436-6.
- Hans-Jürgen Schmitt (Hrsg.): Die Literatur der DDR. Hanser, München 1983, ISBN 3-446-12786-0 (= Hansers Sozialgeschichte der deutschen Literatur vom 16. Jahrhundert bis zur Gegenwart. Band 11).
- Die Literatur der Deutschen Demokratischen Republik I. Lyrik. (= Kindlers Literatur Geschichte der Gegenwart 3.) Von Konrad Franke. Mit einem einführenden Essay von Heinrich Vormweg. Aktualisierte Ausgabe. Fischer Taschenbuch, Frankfurt am Main 1980. ISBN 3-596-26463-4 Inhaltsverzeichnis
- Die Literatur der Deutschen Demokratischen Republik II. Prosa / Dramatik (= Kindlers Literatur Geschichte der Gegenwart 4.). Von Konrad Franke. Mit zwei einführenden Essays von Heinrich Vormweg. Aktualisierte Ausgabe. Fischer Taschenbuch, Frankfurt am Main 1980. ISBN 3-596-26464-2 Inhaltsverzeichnis
- Horst Haase (Autorenkollektiv): Literatur der Deutschen Demokratischen Republik. Volk und Wissen, Berlin 1976. (= Geschichte der deutschen Literatur von den Anfängen bis zur Gegenwart Band 11).
- Günter Albrecht, Kurt Böttcher, Herbert Greiner-Mai, Paul Günter Krohn: Schriftsteller der DDR. Belletristische und Sachbuchautoren, Übersetzer, Herausgeber, Literaturwissenschaftler, Kritiker (= Meyers Taschenlexikon). 1. Auflage. Bibliographisches Institut Leipzig, Leipzig 1974.

### Monografien zu Einzelaspekten
(chronologisch geordnet)
- Christoph Links, Erhard Schütz (Hrsg.): Das Sachbuch in der DDR. Wehrhahn Verlag, 2022, ISBN 978-3-86525-970-7.
- Michael Ostheimer: Leseland. Chronotopographie der DDR- und Post-DDR-Literatur. Göttingen 2018, ISBN 978-3-8353-3310-9.
- Matthias Aumüller: Minimalistische Poetik. Zur Ausdifferenzierung des Aufbausystems in der Romanliteratur der frühen DDR. mentis, Münster 2015 (Explicatio. Analytische Studien zur Literaturwissenschaft), ISBN 978-3-89785-122-1.
- Peter Goßens; Monika Schmitz-Emans: Weltliteratur in der DDR. Debatten – Rezeption – Kulturpolitik. Chr. A. Bachmann, Berlin 2015 (forum texte & projekte, 5.1), ISBN 978-3-941030-20-6.
- Mirjam Meuser, Janine Ludwig (Hrsg.): Literatur ohne Land? Schreibstrategien einer DDR-Literatur im vereinten Deutschland. Band II. Mit einem Vorwort von Jost Hermand. FWPF, Eschborn 2014, ISBN 978-3-939348-24-5.
- Janine Ludwig, Mirjam Meuser (Hrsg.): Literatur ohne Land? Schreibstrategien einer DDR-Literatur im vereinten Deutschland. [Band I] Mit einem Vorwort von Frank Hörnigk. FWPF, Freiburg 2009, ISBN 978-3-939348-15-3.
- Simone Barck, Siegfried Lokatis: Zensurspiele. Heimliche Literaturgeschichten aus der DDR. mdv, Halle 2008, ISBN 978-3-89812-539-0.
- Robert Grünbaum: Jenseits des Alltags. Die Schriftsteller der DDR und die Revolution von 1989/90 (= Extremismus und Demokratie. Bd. 5). Nomos, Baden-Baden 2002, ISBN 3-7890-8141-8.
- Peter Böthig: Grammatik einer Landschaft. Literatur aus der DDR in den 80er Jahren. Lukas Verlag, Berlin 1997, ISBN 3-931836-03-7. Auszüge
- Thomas Anz (Hrsg.): Es geht nicht um Christa Wolf. Der Literaturstreit im vereinten Deutschland. Fischer, Frankfurt am Main 1995, ISBN 3-596-12575-8.
- Heinz Arnold u. a. (Hrsg.): Literatur in der DDR. Rückblicke. Text + Kritik, München 1991, ISBN 3-88377-383-2 (= Sonderband Text und Kritik).
- Peter Zimmermann: Industrieliteratur in der DDR. Vom Helden der Arbeit zum Planer und Leiter. Metzler, Stuttgart 1984, ISBN 3-476-00561-5.
- Manfred Behn: DDR-Literatur in der Bundesrepublik Deutschland. Die Rezeption der epischen DDR-Literatur in der BRD 1961-1975. Hain, Meisenheim a. Glan 1977 (= Hochschulschriften Literaturwissenschaft Band 34).
- Brigitte Böttcher (Hrsg.): Bestandsaufnahme. Literarische Steckbriefe. Mitteldeutscher Verlag, Halle (Saale) 1976.
- Ingeborg Gerlach: Arbeiterliteratur und Literatur der Arbeitswelt in der DDR. Scriptor, Kronberg/Ts. 1974.
- Bernhard Greiner: Von der Allegorie zur Idylle. Die Literatur der Arbeitswelt in der DDR. Quelle & Meyer, Heidelberg 1974, ISBN 3-494-02033-7.
- Peter Weber, Maritta Rost: Die Literatur der Deutschen Demokratischen Republik seit dem VIII. Parteitag der SED. Eine bibliographische Information aus Anlaß des VII. Schriftstellerkongresses (= Bibliographischer Informationsdienst der Deutschen Bücherei. Nr. 18). Berlin 1973.
- Hans Jürgen Geerdts (Hrsg.): Literatur der DDR in Einzeldarstellungen (= Kröners Taschenausgabe. Band 416). Kröner, Stuttgart 1972, ISBN 3-520-41601-7.

### Aufsätze
(chronologisch geordnet)
- Carsten Gansel: Unschuld ein Glücksfall? Erinnerungsfigurationen und Kriegsdarstellung in der Literatur in der DDR zwischen 1949 und 1963 In: Günter Butzer, Joachim Jacob (Hrsg.): Berührungen. Komparatistische Perspektiven auf die frühe deutsche Nachkriegsliteratur Wilhelm Fink, München 2012, S. 351–370.
- Otto F. Best: Die Literatur der DDR. In: Ehrhard Bahr (Hrsg.): Geschichte der deutschen Literatur. Francke, Tübingen 1998, Band 3, S. 499–549.
- David Bathrick: Geschichtsbewußtsein als Selbstbewußtsein. Die Literatur der DDR. In: J. Hermand (Hrsg.): Neues Handbuch der Literaturwissenschaft. Athenaion, Wiesbaden 1979, Band 21, S. 273–314.